# Micheál Mac Liammóir
Micheál Mac Liammóir (właśc. Alfred Lee Willmore, ur. 25 października 1899 w Londynie, zm. 6 marca 1978 w Dublinie) – irlandzki aktor, reżyser, scenograf i dramatopisarz.

## Życiorys
W 1911 zadebiutował na londyńskiej scenie w roli Olivera Twista, później zagrał m.in. Johna Darlinga w Piotrusiu Panie. Występował w Londynie, w 1925 przeniósł się do Dublina, gdzie w 1928 wraz z Hiltonem Edwardsem założył Gate Theatre, w którym wystawiał klasyczne europejskie dramaty (m.in. Shawa, Moliera, Czechowa) oraz twórczość O’Neilla i Millera we własnych przekładach na irlandzki i współczesne dramaty irlandzkie. Zagrał m.in. tytułowe role w Fauście Goethego i Hamlecie Szekspira oraz rolę Bracka w Hedda Gabler Ibsena. W 1951 zagrał rolę Jago w filmowej wersji Otella w reżyserii Orsona Wellesa.